# Аусмюндюр Аусгейрссон
Аусмюндюр Аусгейрссон (исл. Ásmundur Ásgeirsson; 14 марта 1906 — 2 ноября 1986) — исландский шахматист.
Шестикратный чемпион Исландии (1931, 1933, 1934, 1944, 1945 и 1946).
В составе национальной сборной участник 4-х Олимпиад (1930, 1933, 1937—1939) и неофициальной олимпиады 1936 года.
Участник 21-го турнира северных стран (1947) в г. Хельсинки, имевшего статус зонального турнира (разделил 9—11 место).